# 馬越幸子
馬越 幸子（うまこし さちこ、1991年1月5日 - ）は、日本の元ファッションモデル・女優・タレント・歌手、実業家。岡山県出身。

## 略歴
- 2009年、CEATEC JAPAN 2009 タイコ エレクトロニクス ジャパン合同会社ブースのTycoガールを務める。
- 2010年 - 2011年1月、西口プロレスのラウンドガール。
- 2010年 - 2013年2月、Jawin presents ビッグバン・統一への道 ラウンドガール。
- 2011年、日産センチュリー証券のイメージガール。
- 2011年7月14日、美女暦に涼風美女として掲載。
- 2010年11月、大人系セクシーユニットprediaとして活動を開始。ソロタレントを目指すために2012年1月14日の4thワンマンで卒業[2]。
- 2012年5月12日、藤商事のイメージガール FUJI☆7GIRLsを務めると発表。副キャプテン、担当カラーはイエロー、キャッチフレーズは夜行性天然ギャル。2015年3月卒業。
- 2014年5月15日、ダンス&ボーカルユニットDORiveとして活動することを発表。6月8日のセクシー☆オールシスターズ公演（新宿BLAZE）で初披露[3]。
- 2015年2月13日、小田あさ美、新海令奈、矢野目美有、村上麻莉奈とともに5人組ガールズユニット「ユルリラポ」、2月28日にライブ[4]。
- 2016年8月3日、同じ事務所の小倉優子の配偶者である菊池勲と不倫疑惑を報じた週刊文春の記事に伴い、所属事務所プラチナムプロダクションから契約解除されたことが報道された。解除日は非公表[5]。
- 2019年2月、不動産業者「クロス・ユー」設立。2021年代表取締役[6]。
- 2021年、明海大学不動産学部卒業。

## 人物
- 過去の習い事は、小学生の頃に英会話、ピアノ・エレクトーン（7年間）、高校生の頃にモデル基礎レッスン。
- 中学生の頃、卓球部に所属し県大会に出場。
- 理系の高校に進学。
- 得意科目は、地理と英語。数学も少し得意。
- 高校生の頃、カタログ通販雑誌nissenの専属モデルをやりたいと思ったのがきっかけでモデルを目指す。理由は、色んな年齢層に見てもらえて、友人にも無料で配れるから。その後、広島県でのモデルを経験を経て上京。
- 趣味は、ネイル、ダンス、スポーツ（卓球）。
- 好きなアーティストは、倉木麻衣、倖田來未、加藤ミリヤ。
- 料理は得意だが菓子作りは苦手。
- 苦手なものは、虫（特にゴキブリ）、おばけ。
- 好きな色は赤、ピンク、白。prediaでイメージカラーは紫であった。
- 2012年2月25日、ディファ有明で行われた『ビッグバン〜統一への道〜』ラウンドガール（共演：橋本雪乃）で、試合後の握手会で自らの手作りバレンタインチョコレートをファンに配布する[7]。

### エピソード
- 2011年7月13日放送の『ゴッドタン』「第3回 マジギライ1/5」に出演。ゲストのフットボールアワー・後藤輝基のことが嫌いなふりをする役が、馬越は後藤のファンで嫌いな演技が全く出来ず、「どうしたら嫌いになれるんですか？」と発言。この放送回は番組プロデューサーの佐久間宣行が「大好きだった回」に挙げる[8]。反響を得て9月7日にスピンオフ企画「ホンマ堪忍な!後藤の幸子に嫌われ大作戦」を放送し、以降も後藤の出演回に出演した。

## 作品

### シングル
predia
- Dia Love（2011年1月26日、JRRC-1023）- EAN 4562232210603。
- Dream Of Love（2011年7月20日、JRRC-1027/8）- EAN 4562232210627。
- ハニーB（2011年11月23日、JRRC-1032/3）- EAN 4562232210641。

### 映像作品
- ゴッドタン キス我慢 vs 照れカワ 恋するバラエティーパック（2011年11月16日、PCBE-74019）- EAN 4560376140107。
- ゴッドタン マジ歌フェスティバル2012（2012年4月25日、PCBE-74110）- EAN 4560376140176。

## 出演

### テレビ
- 金網総合格闘技 CAGE FORCE ラウンドガール（2009年、テレビ東京）
- 桑田佳祐の音楽寅さん 〜MUSIC TIGER〜（2009年、フジテレビ）
- FNS歌謡祭 観覧席参加（2011年、フジテレビ）
- コレってアリですか? 再現VTR（2011年、日本テレビ）
- ゴッドタン
  - 「第3回 マジギライ1/5」（2011年7月13日、テレビ東京）
  - 「ホンマ堪忍な!後藤の幸子に嫌われ大作戦」（2011年9月7日、テレビ東京）
  - モヤモヤピラメキゴッドタン 2011年大反省会SP （2011年12月27日、テレビ東京）
  - 10分拡大スペシャル「マジ歌LIVE2012 ディレクターズカット版」（2012年2月4日、テレビ東京）
  - 「ジェッタシーはダサぁない!ホンマはカッコええんやで!!対決」（2012年2月11日、テレビ東京）
  - 「ナメたらアカン!ホンマあかん!ジェッタシーはダサぁない!アレンジさえすればホンマはカッコええんやで!!対決」（2012年6月30日、テレビ東京）
- 内村さまぁ〜ず
  - 187「木下のナルシスト振りを正してあげたい男達!!（前編）」（2012年10月22日、TOKYO MX）
  - 188「木下のナルシスト振りを正してあげたい男達!!（後編）」（2012年10月29日、TOKYO MX）
- ハシゴマン （2012年11月15日、TOKYO MX）
- 法円坂ホラー研究会 谷町第二高等学校（2013年6月7日 - 2013年11月29日、BS-TBS）
- オムニボットの挑戦!!（2015年10月3日 - 2015年12月26日 、チバテレ｜tvk｜テレビ埼玉）

### オリジナルビデオ
- むこうぶち10 高レート裏麻雀列伝 裏ドラ（2012年）

### イベント
- バラエティトークイベント・ハコニワ 10回記念+1周年記念スペシャル（2011年9月23日） - prediaとして出演。
- バラエティトークイベント・ハコニワ vol.15〜卒業SP〜（2012年3月28日）
- 日産センチュリー証券「マーケットゼミナール」コモディティ講座/株式講座/特別講座 特別ゲスト（2012年3月30日）
- バラエティトークイベント・ハコニワ vol.25 2周年記念スペシャル（2012年11月25日）
- バラエティトークイベント・ハコニワ vol.28 （2013年2月23日）

### 撮影会
- 広島撮影会（2009年）
- 新潟撮影会（2010年）

### CM
- 家電宣伝VTR（2009年）
- 2011年 日産センチュリー証券イメージガール（2011年 - ）
- 藤商事イメージガール FUJI☆7GIRLs（2012年5月12日 - 2015年3月）

### PV
- 真野恵里菜 『元気者で行こう!』 （2010年）
- フットボールアワー 後藤輝基 『ジェットエクスタシー（通称：ジェッタシー）』（2012年）

### ネット配信
- インターネット放送局 - あっ！とおどろく放送局 - 20-dia（2011年 - 2012年） - prediaとして出演。
- DMM.com Live-Talk 秘密のパーリ☆ナイッ!（2011年 - 2012年） - prediaとして出演。
- 美女暦 涼風美女（2011年7月14日）
- Ameba Studioにて初めてのソロ放送（2012年1月31日）
- 2回目のAmeba Studio放送に、友人のyuiyuiこと與坂唯さんと一緒に登場（2012年4月25日）
- 内村さまぁ～ず - #144『木下のナルシスト振りを正してあげたい男達!!』（2012年10月15日）
- オムニボット ナイト! （2015年10月2日 - 2016年3月18日）

## 書籍

### 雑誌連載
- BLENDA（2009年）
- GooWORLD（2010年）